# Tribeč
Tribeč este o arie protejată (arie de protecție specială avifaunistică — SPA) din Slovacia întinsă pe o suprafață de 23.802,8 ha, integral pe uscat.

## Localizare
Centrul sitului Tribeč este situat la coordonatele 48°28′23″N 18°13′18″E / 48.472955°N 18.221629°E.

## Înființare
Situl Tribeč a fost declarat arie de protecție specială avifaunistică în iulie 2003 pentru a proteja 1 specie de plante și 18 specii de animale.

## Biodiversitate
Situată în ecoregiunile alpină și panonică, aria protejată conține 16 habitate naturale: Păduri pe pante, grohotișuri și ravene de Tilio-Acerion, Păduri panonice cu Quercus petraea și Carpinus betulus, Păduri stepice euro-siberiene cu Quercus spp., Păduri de fag Luzulo-Fagetum, Grohotișuri silicioase medio-europene, la altitudine înaltă, Păduri panonice-balcanice de stejar turcesc - stejar sesil, Pajiști uscate europene, Tufărișuri subcontinentale peripanonice, Formațiuni de Juniperus communis pe lande sau pajiști calcaroase, Păduri de fag Asperulo-Fagetum, Pante stâncoase silicioase cu vegetație casmofită, Păduri aluvionare cu Alnus glutinosa și Fraxinus excelsior (Alno-Padion, Alnion incanae, Salicion albae), Fânețe de joasă altitudine (Alopecurus pratensis, Sanguisorba officinalis), Pajiști carstice calcaroase sau bazofile, de Alysso-Sedion albi, Păduri panonice cu Quercus pubescens, Pajiști uscate seminaturale și facies de acoperire cu tufișuri pe substraturi calcaroase (Festuco-Brometalia) (* situri importante pentru orhidee).
La baza desemnării sitului se află mai multe specii protejate:
- plante (1): sisinei (Pulsatilla grandis)
- păsări (12): acvilă de câmp (Aquila heliaca), buha (Bubo bubo), caprimulg (Caprimulgus europaeus), prepeliță (Coturnix coturnix), muscar-gulerat (Ficedula albicollis), capîntortură (Jynx torquilla), Leiopicus medius, muscar sur (Muscicapa striata), viespar (Pernis apivorus), codroșul de pădure (Phoenicurus phoenicurus), turturică (Streptopelia turtur), silvie porumbacă (Sylvia nisoria)
- amfibieni (1): buhai de baltă cu burta roșie (Bombina bombina)
- mamifere (1): liliac comun (Myotis myotis)
- nevertebrate (4): Carabus variolosus, croitorul mare al stejarului (Cerambyx cerdo), rădașcă (Lucanus cervus), Rosalia alpina

Pe lângă speciile protejate, pe teritoriul sitului au mai fost identificate 16 specii de plante.